# Menagerie
Een menagerie is een verzameling wilde en exotische dieren die in gevangenschap worden gehouden. Het is de voorloper van de moderne dierentuin. Het begrip is ontstaan in het Frankrijk van de achttiende eeuw. Aanvankelijk verwees het woord naar een huishouden, maar later werd er voornamelijk een aristocratische of koninklijke dierenverzameling mee aangeduid. De Encyclopédie Méthodique uit 1782 definieert een menagerie als een "vestiging van luxe en curiositeit." Later kreeg het begrip menagerie ook betrekking op reizende dierenverzamelingen die wilde dieren tentoonstelden op beurzen in Europa en het Amerikaanse continent.

## Aristocratische menagerieën

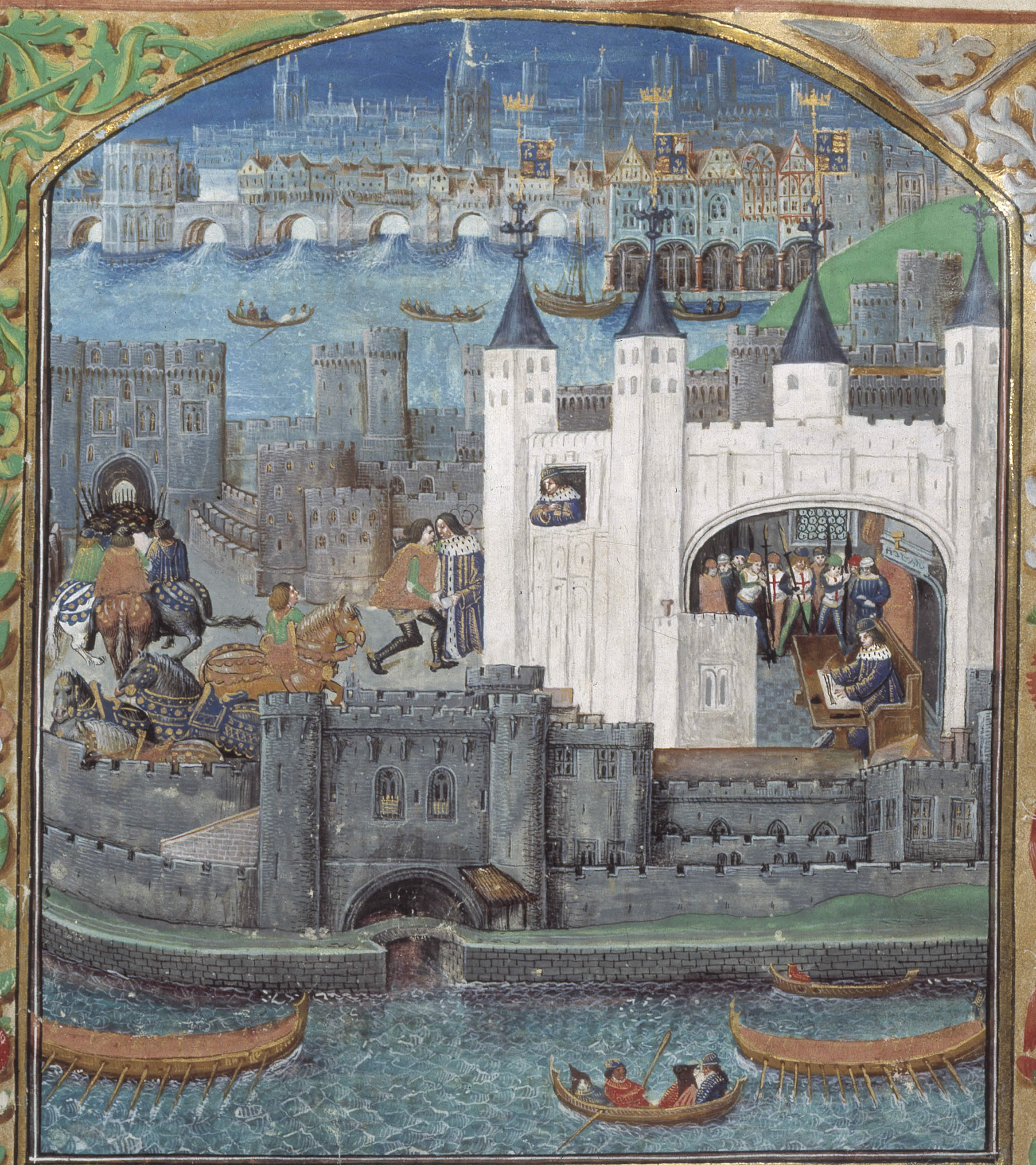
De Tower of London in de vijftiende eeuw (British Library)

Menagerieën waren meestal verbonden aan een aristocratisch of koninklijk hof. Ze waren dan ook gevestigd in een tuin of een park van een paleis. De aristocratische menagerieën werden opgericht en beheerd door aristocraten, die zo hun macht en weelde wilden tonen, omdat levende en actieve wilde dieren zeldzaam waren, duur in het onderhoud en moeilijk te krijgen. Hun doel was niet wetenschappelijk of educatief, en deze menagerieën kunnen dan ook niet met dierentuinen vergeleken worden.

### Middeleeuwen en Renaissance
In de middeleeuwen had een aantal vorsten in Europa al menagerieën aan hun hoven. Zo kreeg Karel de Grote in 802 de olifant Abul-Abbas ten geschenke van de kalief van Bagdad. De belangrijkste dierenverzameling van het middeleeuwse Engeland was gevestigd in de Tower of London. Hij was in het leven geroepen door Hendrik III van Engeland in 1235 toen als huwelijkscadeau drie leeuwen ontving van keizer Frederik II van het Heilige Roomse Rijk. In 1264 werd de verzameling verplaatst naar het bolwerk (the Bulwark), dat dan ook als de "Lion Tower" bekend kwam te staan. Tijdens de regering van Elizabeth I werd de menagerie opengesteld voor publiek. Feitelijk was het zes eeuwen lang de plaats van de Engelse koninklijke menagerie.
Aan het eind van de vijftiende eeuw, tijdens de Renaissance, begonnen de Italiaanse aristocratie, rijke patriciërs en geestelijken exotische dieren te verzamelen bij hun landhuizen aan de rand van de steden. Aan het eind van de zestiende eeuw nam de rol van dieren in de tuinen van Italiaanse villa's toe, zoals onder meer te zien is in het park Villa Borghese in Rome.

### Europa

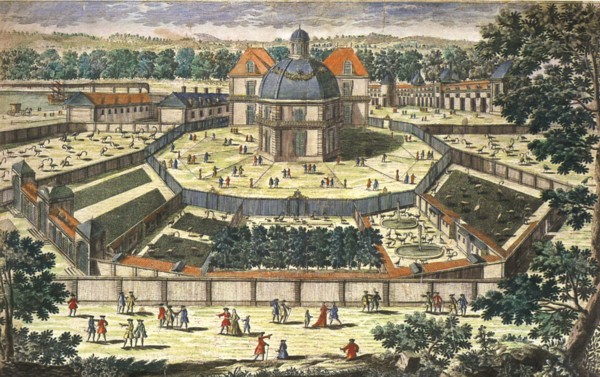
De menagerie van Versailles onder Lodewijk XIV

Tijdens de bouw van het Kasteel van Versailles in de zeventiende eeuw richtte koning Lodewijk XIV van Frankrijk een menagerie op in het park van het paleis. Het grootste deel hiervan werd gebouwd in 1664, toen werden ook de eerste dieren geïntroduceerd. Het interieur was echter pas klaar, tussen 1668 en 1670. De menagerie, aan de zuidwestkant van het park, was het eerste grote project van Lodewijk XIV in Versailles, en een van de vele plezierhuizen die rondom het paleis werden gebouwd. Het was de eerste menagerie die in de barok-stijl was gebouwd. Het meest in het oog springende element hiervan was een cirkelmatige opzet, met een paviljoen in het midden. Hieromheen liep een wandelpad, en buiten de paden waren de omheiningen en kooien. Elk omheind gebied had een huis of een stal voor de dieren aan één zijde. De overige drie zijden bestonden uit muren.

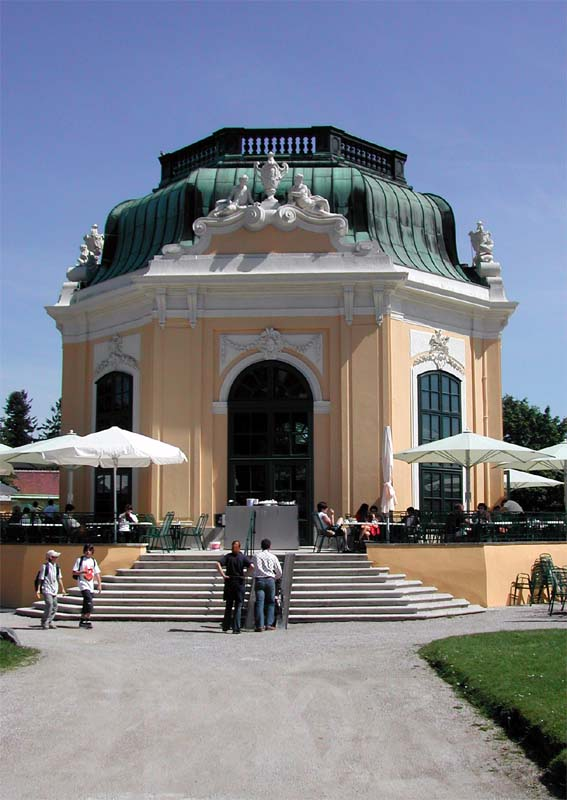
Het keizerspaviljoen in Tiergarten Schönbrunn

Vele koningen in Europa namen dit ontwerp over, vooral die van Habsburgse monarchie. In 1752 liet keizer Frans I Stefan een barokke menagerie bouwen in het park van het Schönbrunn-paleis bij Wenen.
De Nederlandse stadhouder Willem V had een menagerie bij de Grote Loo in Den Haag/Voorburg. Deze werd beheerd door Aernout Vosmaer die van de dieren gedetailleerde tekeningen liet maken en deze bundelde in het boek Regnum Animale. De meeste dieren in zijn menagerie waren geschenken van de zeevarende compagnieën en individuele zeevarenden. Zo arriveerde in 1776 de eerste chimpansee in Europa; zij stierf een half jaar later. De olifanten Hans en Parkie waren een geschenk van handelaren op Ceylon. Nadat de stadhouderlijke familie naar Engeland was gevlucht werden ze als bezittingen van de Oranjes door de Fransen geconfisqueerd. Die voerden hen op schuiten via de binnenwateren naar Parijs waar ze hun laatste jaren sleten in de menagerie van de botanische tuin van het Jardin des Plantes.
In Amsterdam had herbergier Jan Westerhoff in zijn herberg 'Blauw Jan' aan de Kloveniersburgwal 87 een menagerie gebouwd. Omstreeks 1675 begon hij met het verzamelen van wilde dieren als panters, tijgers, leeuwen, struisvogels en papegaaien.
In de negentiende eeuw werden de aristocratische menagerieën vervangen door moderne dierentuinen, die de tentoonstellingen een wetenschappelijk en educatief toontje gaven. Anno 2016 staat alleen in Schönbrunn nog een menagerie, maar ook die heeft zich in de loop van de twintigste eeuw ontwikkeld tot een dierentuin. Tiergarten Schönbrunn wordt wel de oudste dierentuin ter wereld genoemd.

## Reizende menagerieën
Reizende menagerieën ontstonden in Engeland aan het begin van de achttiende eeuw. In tegenstelling tot aristocratische menagerieën werden de reizende dierenverzamelingen geleid door ondernemers, die inspeelden op het verlangen naar sensatie onder het publiek. De grootste reizende menagerie in die tijd was die van George Wombwell. Ook in Noord-Amerika werden reizende menagerieën populair in deze periode.
Het eerste exotische dier dat in de Verenigde Staten werd tentoongesteld was een leeuw. Dat was in 1710 te Boston. Een jaar later werd in dezelfde stad een kameel getoond. Een zeeman kwam in augustus 1717 aan in Philadelphia met een leeuw, die hij acht jaar lang tentoonstelde in de omgeving. De eerste olifant werd in 1796 ingevoerd vanuit India door een scheepskapitein. Het werd eerst in New York vertoond, en reisde van daaruit de hele oostkust van de VS af. De 'New York Menagerie' van James and William Howes maakte een tournee door Engeland met een olifant, een neushoorn, een kameel, twee tijgers, een ijsbeer en meerdere papegaaien en apen. De economische recessie van de jaren 1840 had in Noord-Amerika een vermindering van reizende menagerieën tot gevolg. Het fenomeen verminderde sterk na het uitbreken van de Amerikaanse Burgeroorlog. Na de burgeroorlog was er nog maar een grotere reizende menagerie over: de menagerie van Van Amburgh, die nog veertig jaar door de VS zou trekken.